# Rozentalis
Rozentalis ist ein litauischer männlicher Familienname, abgeleitet vom Familiennamen Rosenthal.

## Weibliche Formen
- Rozentalytė (ledig)
- Rozentalienė (verheiratet)

## Personen
- Eduardas Rozentalis  (* 1963), Schachgroßmeister
- Leo Rozentalis (* 1937),  Fernschachspieler